# نیژنیایا چاترا
نیژنیایا چاترا (انگلیسی: Nizhnyaya Chatra) یک شهرک در شهرستان بوزدیاکسکی باشقیرستان کشور روسیه است.